# Большая литературная премия Французской академии
Большая литературная премия Французской академии (фр. Grand prix de littérature de l'Académie française) — литературная премия, учреждённая в 1911 Французской академией. Присуждается за совокупность произведений; до 1979 ежегодная, затем биеннальная. Чередуется с Большой литературной премией Поля Морана.

## Лауреаты премии
- 1912 — Андре Лафон
- 1913 — Ромен Роллан
- 1914 — не присуждалась
- 1915 — Эмиль Детанже
- 1916 — Пьер Морис Массон
- 1917 — Франсис Жамм
- 1918 — Жерар д'Увиль
- 1919 — Жан и Жером Таро
- 1920 — Эдмон Жалу
- 1921 — Анна де Ноай
- 1922 — Пьер Лассер
- 1923 — Франсуа Порше
- 1924 — Абель Боннар
- 1925 — генерал Шарль Манжен
- 1926 — Жильбер де Вуазен
- 1927 — граф Жозеф де Пескиду
- 1928 — Жан Луи Водуайе
- 1929 — Анри Массис
- 1930 — Мари Луиза Пайерон
- 1931 — Раймон Эшолье
- 1932 — Франк-Ноэн
- 1933 — Анри Дювернуа
- 1934 — Анри де Монтерлан
- 1935 — Андре Суарес
- 1936 — Пьер Камо
- 1937 — Морис Магр
- 1938 — Тристан Дерем
- 1939 — Жак Буланже
- 1940 — Эдмон Пилон
- 1941 — Габриель Фор
- 1942 — Жан Шлюмберже
- 1943 — Жан Прево
- 1944 — Андре Бийи
- 1945 — Жан Полан
- 1946 — Анри Петио
- 1947 — Марио Мёнье
- 1948 — Габриель Марсель
- 1949 — Морис Левайян
- 1950 — Марк Шадурн
- 1951 — Анри Мартино
- 1952 — Марсель Арлан
- 1953 — Марсель Брион
- 1954 — Жан Гитон
- 1955 — Жюль Сюпервьель
- 1956 — Анри Клуар
- 1957 — не присуждалась
- 1958 — Жюль Руа
- 1959 — Тьерри Монье
- 1960 — Симона Порше
- 1961 — Жак Маритен
- 1962 — Люк Эстан
- 1963 — Шарль Вильдрак
- 1964 — Гюстав Тибон
- 1965 — Анри Пети
- 1966 — Анри Гуйе
- 1967 — Эмманюэль Берль
- 1968 — Анри Боско
- 1969 — Пьер Гаскар
- 1970 — Жюльен Грин
- 1971 — Жорж-Эмманюэль Клансье
- 1972 — Жан Луи Кюртис
- 1973 — Луи Гийу
- 1974 — Андре Дотель
- 1975 — Анри Кеффелек
- 1976 — Жозе Кабанис
- 1977 — Маргерит Юрсенар
- 1978 — Поль Гют
- 1979 — Антуан Блонден
- 1981 — Жак Лоран
- 1983 — Мишель Мор
- 1985 — Роже Гренье
- 1987 — Жак Бросс
- 1989 — Роже Вриньи
- 1991 — Жак Лакарьер
- 1993 — Луи Нучера
- 1995 — Жак Бренне
- 1997 — Беатрикс Бек
- 1999 — Андре Бринкур
- 2001 — Милан Кундера
- 2003 — Жан Распай
- 2005 — Даниель Сальнав
- 2007 — Мишель Шайу
- 2009 — Венсан Делекруа
- 2011 — Жан Бертран Понталис
- 2013 — Мишель Бютор
- 2015 — Лоранс Коссе
- 2017 — Шарль Жюлье
- 2019 — Режис Дебре
- 2021 — Патрик Девиль
- 2023 — Даниэль Пеннак